# Alfred Gasconi
Alfred Suffren Benjamin Gasconi, né le 21 novembre 1841 à Saint-Louis (Sénégal) et mort le 8 février 1929 à Marseille, est un homme politique  français.
Il est député du Sénégal, alors colonie française, du 22 juin 1879 au 11 novembre 1889.

## Biographie
Alfred Gasconi est le fils de Sauveur Gasconi (1796-1848), capitaine au long cours marseillais, et d'Élisa Fleuriau (1819-), une métisse de Saint-Louis du Sénégal, fille de Aimé-Benjamin de Fleuriau, alors gouverneur par intérim du Sénégal, qui avait épousé « à la mode du pays »  Thérèse Renaud (1796-1841), une métisse de Saint-Louis.
Il est élevé en métropole après la mort par noyade de sa mère. Il fait ses études classiques au collège catholique à Marseille puis des études de droit à Aix-en-Provence.
Catholique convaincu, il s'engage dans les zouaves pontificaux en février 1866. Il participe à divers engagements en Italie, notamment aux batailles de Mentana (3 novembre 1867) et de Nérola. Il est promu sous-lieutenant en août 1870 et participe à la défense de Rome  le 20 septembre 1870. Il sert ensuite, à partir d'octobre 1870, dans la Légion des volontaires de l'Ouest  durant la guerre de 1870 et participe aux combats sur les bords de l'Huisne lors de la  bataille du Mans en janvier 1871. Il est promu lieutenant le 21 janvier 1871,.
Il s'installe ensuite comme avocat au Sénégal et se lance en politique. Il est appuyé par le clergé lors de l'élection législative de juin 1879, face aux autres candidats eux-mêmes soutenus soit par les commerçants bordelais, soit par des commerçants et mulâtres locaux moins proches du clergé. Gasconi est ensuite successivement réélu en septembre 1881 et octobre 1885. Il est ainsi député du Sénégal du 22 juin 1879 au 11 novembre 1889. Durant ses trois mandats à l'assemblée, il siège parmi les membres de l'Union républicaine et participe essentiellement aux travaux parlementaires consacrés aux questions coloniales.
Les batailles de clans politiques conduisent à sa défaite face à l'amiral Aristide Vallon en 1889. On lui reproche d'avoir trop favorisé les mulâtres. Il ne peut reprendre son siège aux élections suivantes.
Il épouse  le 16 juillet 1884 à Epinal, Marguerite Cuny (1856-1923), fille d'Adrien Cuny, avocat, et de Priscille Daval.
Il meurt à Marseille le 8 février 1929.
Il est Chevalier de l'Ordre de Saint-Sylvestre et de l'Ordre de l'Eperon d'Or.

### Autorités
- Ressource relative à la vie publique :   - Base Sycomore
- Notices d'autorité :   - VIAF
  - ISNI
  - BnF (données)
  - IdRef